# Köseceli, Besni
Köseceli là một thị trấn thuộc huyện Besni, tỉnh Adıyaman, Thổ Nhĩ Kỳ. Dân số thời điểm năm 2011 là 2.179 người.